# 비분디박쥐
비분디박쥐(Glauconycteris egeria)는 애기박쥐과에 속하는 박쥐의 일종이다. 카메룬과 콩고민주공화국, 우간다에서 발견된다. 장가-상하 특별 보전 구역에서도 발견된다.